# Henri Adolphe Archereau

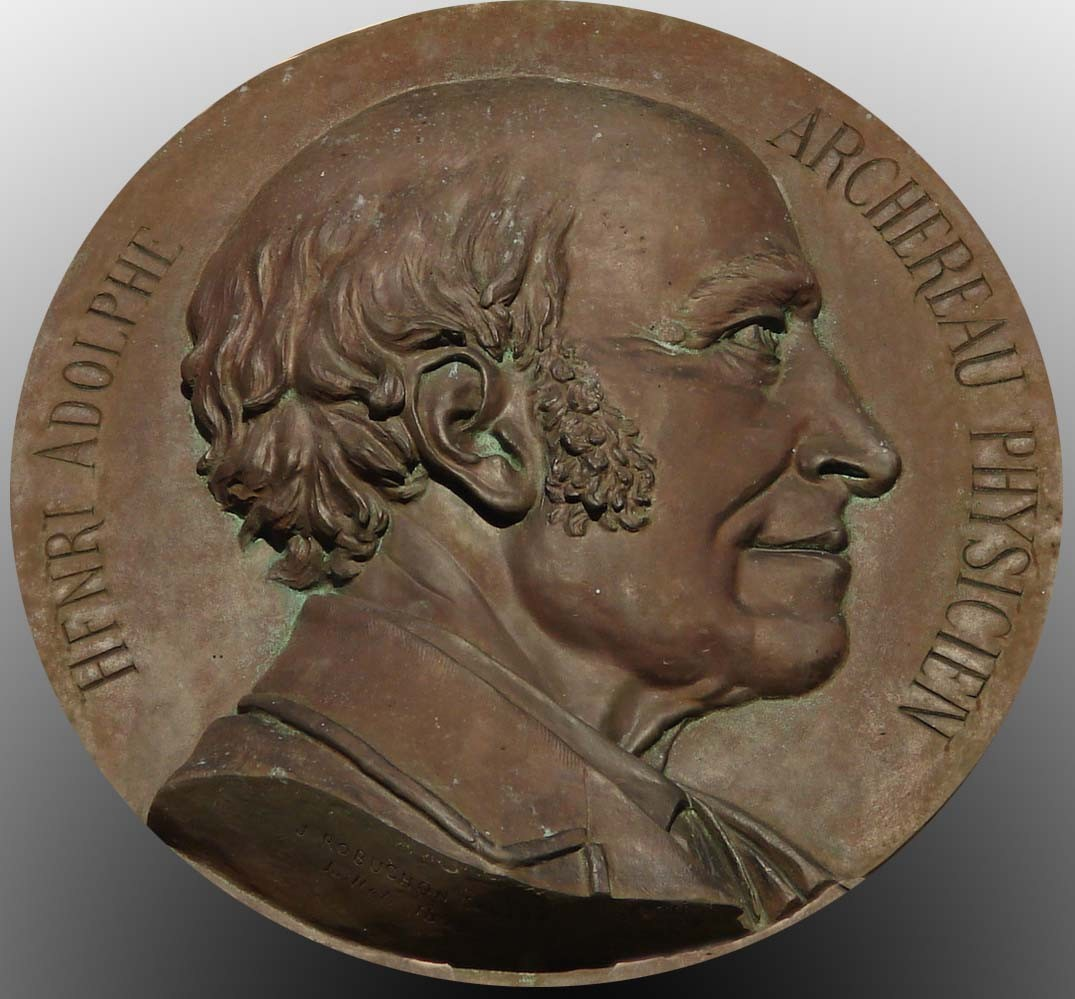
Porträt auf einer Medaille

Henri Adolphe Archereau (* 4. Oktober 1819 in Saint-Hilaire-le-Vouhis, Département Vendée; † 9. Februar 1893 in Paris) war ein französischer Wissenschaftler, der zu den Pionieren der elektrischen Beleuchtung gehört.
Gemeinsam mit Louis-Joseph Deleuil experimentierte er in den Jahren 1841 bis 1844 mit Kohlebogenlampen; unter anderem beleuchteten sie den Place de la Concorde in Paris. Die abbrennenden Kohlestäbe mussten dabei noch von Hand nachjustiert werden. Im Jahr 1849 verbesserte Archereau die Technik hin zur selbstregulierenden Kohlebogenlampe.